# Аксаковский сельсовет (Оренбургская область)
Аксаковский сельсовет — сельское поселение в Бугурусланском районе Оренбургской области Российской Федерации.
Административный центр — село Аксаково.

## История
9 марта 2005 года в соответствии с законом Оренбургской области № 1895/321-III-ОЗ образовано сельское поселение Аксаковский сельсовет, установлены границы муниципального образования.

## Население
| 2010 | 2012 | 2013 | 2014 | 2015 | 2016 | 2017 |
| ---- | ---- | ---- | ---- | ---- | ---- | ---- |
| 1014 | ↘984 | ↘967 | ↘888 | ↘846 | ↘841 | ↘820 |
| 2018 | 2019 | 2020 | 2021 |      |      |      |
| ↘779 | ↘734 | ↘711 | ↘687 |      |      |      |

## Состав сельского поселения
| № | Населённый пункт | Тип населённого пункта       | Население |
| - | ---------------- | ---------------------------- | --------- |
| 1 | Аксаково         | село, административный центр | 636       |
| 2 | Алексеевка       | село                         | 224       |
| 3 | Большое Алпаево  | село                         | 72        |
| 4 | Кивацкое         | село                         | 61        |
| 5 | Малое Алпаево    | село                         | 21        |